# Reprezentacja Holandii w piłce nożnej mężczyzn/Lata 1994–2004

## Lata 1994-2004. Złote czy stracone pokolenie?
| Edwin van der Sar | 1970 | T | T | T | T | T |
| Frank de Boer     | 1970 | T | N | T | T | T |
| Ronald de Boer    | 1970 | T | T | T | T | N |
| Winston Bogarde   | 1970 | N | T | T | N | N |
| Michael Reiziger  | 1973 | N | T | T | T | T |
| Edgar Davids      | 1973 | N | T | T | T | T |
| Marc Overmars     | 1973 | T | N | T | T | T |
| Clarence Seedorf  | 1976 | N | T | T | T | T |
| Patrick Kluivert  | 1976 | N | T | T | T | T |

24 maja 1995 roku na Stadionie im. Ernsta Happela na wiedeńskim Praterze AFC Ajax pokonał 1:0 AC Milan w finale Ligi Mistrzów. Holenderski triumfator, prowadzony przez Louisa van Gaala, do dziś jest najmłodszą drużyną, która zwyciężyła w historii europejskich rozgrywek klubowych. Ośmiu piłkarzy, którzy wówczas wybiegli na boisko w barwach Ajaksu (plus Winston Bogarde, który w meczu finałowym siedział na ławce rezerwowych, ale wcześniej grał w czterech spotkaniach), przez kolejną dekadę występowało w pierwszej jedenastce drużyny narodowej na mistrzostwach świata i Europy. Najstarsi z nich – Edwin van der Sar, Bogarde i bracia Frank i Ronald de Boerowie – urodzili się w 1970 roku i w dniu wiedeńskiego zwycięstwa liczyli dwadzieścia pięć lat, najmłodsi – Clarence Seedorf i Patrick Kluivert to rocznik 1976; Puchar Mistrzów zdobyli nie mając nawet dwudziestu lat.
Na rok przed zwycięstwem Ajaksu w Lidze Mistrzów Pomarańczowi dotarli do ćwierćfinału mistrzostw świata. Ostatni raz zagrało w holenderskiej kadrze czterech mistrzów Europy z 1988 roku, a czterech przyszłych triumfatorów Pucharu Mistrzów (bracia de Boer i Overmars oraz van der Sar jako rezerwowy) na amerykańskich boiskach zaczynało reprezentacyjne przygody.
Na Euro 1996 spośród tej dziewiątki Guus Hiddink powołał siedmiu, ale dwaj nieobecni – Frank de Boer i Marc Overmars – nie znaleźli się w kadrze tylko z powodu urazów. Dwa lata później na mundialu wystąpili już wszyscy, jednego – kontuzjowanego Bogarde'a – zabrakło na Euro 2000. Ostatnim turniejem, na którym o obliczu Pomarańczowych decydowała tamta generacja piłkarzy, były Mistrzostwa Europy 2004. Do Portugalii Dick Advocaat zabrał siedmiu z nich. Następca Advocaata Marco van Basten postanowił radykalnie odmłodzić kadrę, co oznaczało pożegnanie z drużyną narodową dla wszystkich, oprócz bramkarza van der Sara, który, jako jedyny grający przeciw Milanowi w 1995 roku, pojechał na Mistrzostwa Świata w 2006 roku i Europy w 2008 roku.
W czasie tej dekady Holendrzy zdobyli dwukrotnie brązowy medal mistrzostw Europy i raz zajęli czwarte miejsce na mundialu, chociaż zawsze startowali z pozycji faworytów do zdobycia głównego trofeum. Zawodnicy z czasem przeszli z Ajaksu do najlepszych klubów Europy, wygrywali rankingi na najlepszych na Starym Kontynencie, ale grając w reprezentacji zazwyczaj zawodzili. Dlatego też wśród komentatorów obserwujących na przełomie wieków drużynę Holandii czasem pojawia się określenie "stracone pokolenie".

### 1994 rok – ćwierćfinał mistrzostw świata
| 20.06.1994 | Arabia Saudyjska | Z | 2–1 | Waszyngton | Wim Jonk Gaston Taument     |
| 25.06.1994 | Belgia           | P | 0–1 | Orlando    | -                           |
| 29.06.1994 | Maroko           | Z | 2–1 | Orlando    | Dennis Bergkamp Bryan Roy   |
| 04.07.1994 | Irlandia         | Z | 2–0 | Orlando    | Dennis Bergkamp Wim Jonk    |
| 09.07.1994 | Brazylia         | P | 2-3 | Dallas     | Dennis Bergkamp Aron Winter |

17 listopada 1993 roku na stadionie poznańskiego Lecha Holandia wygrała 3:1 z reprezentacją Polski w ostatnim meczu eliminacji do Mistrzostw Świata 1994. W grupie kwalifikacyjnej zajęła miejsce drugie, premiowane bezpośrednim awansem. Zgodnie z umową zawartą jeszcze przed Euro 1992 wówczas właśnie skończyła się misja Dicka Advocaata. 47-letni selekcjoner po wygraniu eliminacji miał ustąpić miejsca Johanowi Cruyffowi. Nigdy jednak do tego nie doszło. W grudniu 1993 roku władze KNVB postanowiły, że Advocaat pozostanie na swoim stanowisku. Okazało się bowiem, że po ostatnich mistrzostwach Europy nie sporządzono stosownej umowy między związkiem a Cruyffem, i w tym czasie wartość szkoleniowca wzrosła na tyle, że działacze federacji nie byli w stanie za niego zapłacić FC Barcelonie. Ponadto między nimi a samym Cruyffem doszło do kilku nieporozumień, m.in. w sprawie jego wynagrodzenia oraz wyboru producenta sprzętu piłkarskiego, z którego usług korzystać będzie reprezentacja. Obserwatorzy spekulowali także, że zmianie selekcjonera na pół roku przed Mundialem stanowczo sprzeciwił się Rinus Michels. Od początku wspierał Advocaata, ten zresztą podkreślał, że będzie korzystał z doświadczenia swojego mentora. Dziennikarze holenderscy, na zilustrowanie wpływów Michelsa na reprezentację i selekcjonera, często przytaczali historię z powrotu kadry z wyjazdowego meczu z Norwegią. W czasie zgrupowania z drużyną ciągle przebywał Michels, a w samolocie wracającym do Amsterdamu w pierwszym rzędzie siedział również opiekun mistrzów Europy z 1988 roku, za nim dopiero Advocaat, a więc dokładnie tak jak dawniej, kiedy przypadała mu rola asystenta. Nowemu trenerowi kadry zarzucano także uległość wobec najbardziej doświadczonych piłkarzy.

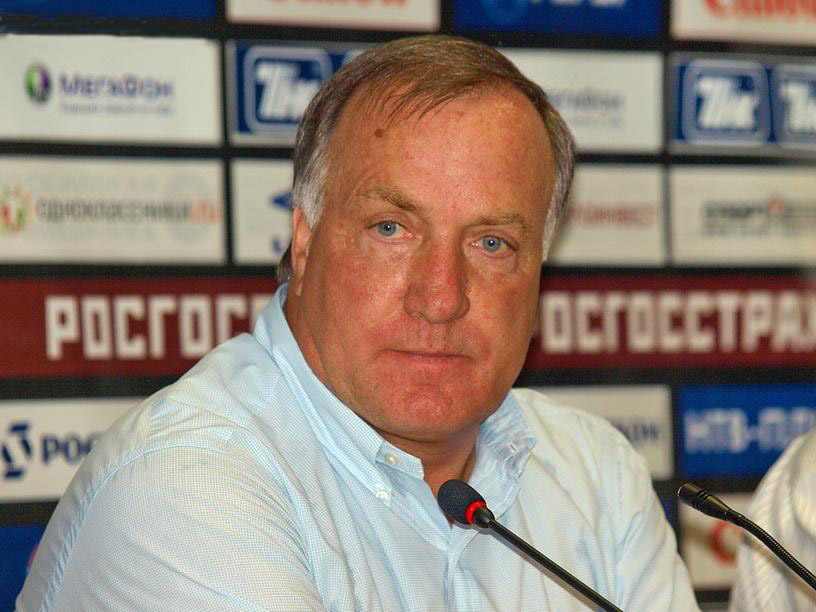
Trener Dick Advocaat przed i w trakcie MŚ 1994 oskarżany był o niesamodzielność i uległość wobec Rinusa Michelsa

Pewny utrzymania stanowiska Advocaat musiał zmierzyć się z dwoma kolejnymi problemami. Jednym była przedłużająca się kuracja Marco van Bastena (30 lat), który doznał urazu pod koniec 1992 roku i od tamtego czasu w ogóle nie grał. Advocaat do końca trzymał dla niego miejsce w kadrze, ale jego kontuzja okazała się zbyt groźna, aby mógł zagrać, a nawet - jak się wkrótce okazało - kontynuować profesjonalną karierę. Drugim kłopotem selekcjonera była rezygnacja z występów w reprezentacji kapitana Ruuda Gullita (32). Gullit chciał odejść już po mistrzostwach Europy, ale Advocaat przekonał go wówczas do zmiany decyzji. W październiku 1993 roku w spotkaniu eliminacyjnym z Anglią piłkarz, od kilku tygodni powracający do wysokiej formy w Sampdorii, został zdjęty z boiska przez selekcjonera i uznał to za afront, który miał być powodem rezygnacji z gry w kadrze. Po kilku rozmowach między Gullitem a asystentem selekcjonera Rinusem Israëlem, Advocaat powołał piłkarza Sampdorii na towarzyskie spotkanie ze Szkocją w maju 1994 roku, a nawet ogłosił, że na mistrzostwach będzie on kapitanem zespołu. Zawodnik zagrał ze Szkocją, ale na tydzień przed rozpoczęciem turnieju ponownie - bez podania przyczyny - ogłosił rozbrat z reprezentacją. Jego decyzja została skrytykowana zarówno przez sztab szkoleniowy, jak i większość piłkarzy. Oprócz van Bastena i Gullita w kadrze zabrakło kontuzjowanego Erwina Koemana (33) oraz dwu doświadczonych graczy, którzy zakończyli reprezentacyjne kariery już po Euro 1992: 36-letniego Adriego van Tiggelena i starszego o rok Hansa van Breukelena.
Reprezentacja grała skutecznie – w 1993 roku nie doznała ani jednej porażki (pierwszą przegraną zanotowała dopiero w kwietniu 1994), a w trzech przedmundialowych sparingach strzeliła trzynaście goli, tracąc zaledwie dwa (3:1 ze Szkocją, 7:1 z Węgrami i 3:0 z Kanadą). Pozytywne wyniki sprawiły, że większość redakcji europejskich pism sportowych umieściła Holendrów na czele listy najlepszych drużyn narodowych za rok 1993; w klasyfikacjach Przeglądu Sportowego i Piłki Nożnej byli pierwsi, zaś w zestawieniach La Gazzetta dello Sport i France Football - drudzy. Dlatego też przed turniejem Holendrzy wymieniani byli wśród głównych faworytów do zdobycia złotego medalu. Według prasowych komentarzy ich dobra gra była spowodowana połączeniem umiejętności graczy młodego pokolenia z doświadczeniem mistrzów Europy z 1988. W mundialowej "22" znalazło się pięciu uczestników Euro 1988: Frank Rijkaard (32), Ronald Koeman (31), Jan Wouters (34), John Bosman (29) i Aron Winter (27). Amerykańskie mistrzostwa okazały się być pożegnaniem dla tamtego pokolenia piłkarzy. Jedynie Winter, najmłodszy z mistrzów Europy, zagrał na Euro 1996, zresztą reprezentacyjną karierę zakończył dopiero w 2000 roku. Obok nich powołanie do kadry otrzymali młodzi zawodnicy Ajaksu Amsterdam (Edwin van der Sar, Frank de Boer, Ronald de Boer, Marc Overmars i Peter van Vossen) oraz PSV Eindhoven (Arthur Numan) i Feyenoordu (Ulrich van Gobbel i Gaston Taument).
W meczach grupowych mistrzostw ten generacyjny konglomerat - zdaniem dziennikarzy i komentatorów - zagrał poniżej swoich możliwości. 2:1 z Arabią Saudyjską, 0:1 z Belgią i 2:1 z Marokiem oznaczały wprawdzie sześć punktów i awans do drugiej rundy, ale wielokrotnie narzekano, że pod względem stylu i efektowności gry zespołowi daleko do tego, który sześć lat wcześniej wywalczył mistrzostwo Europy. W dwu wygranych spotkaniach Pomarańczowi zdobyli zwycięskie bramki w ostatnich minutach. Najlepszy mecz rozegrali przeciw Belgii (0:1), ale wtedy większość ich strzałów była broniona przez dobrze dysponowanego tego dnia Michela Preud’homme'a, który m.in. dzięki skutecznym interwencjom w spotkaniu z podopiecznymi Advocaata został wybrany na najlepszego bramkarza mundialu. Piłkarze narzekali także na wszechobecny upał; selekcjoner nazwał mecze rozgrywane w USA "powolnymi torturami", a działacze federacji postanowili zakupić specjalne soczewki kontaktowe dla zawodników, pełniące rolę okularów przeciwsłonecznych. W drugiej rundzie po bramkach Dennisa Bergkampa i Wima Jonka Holendrzy ograli 2:0 Irlandię (jedną bramkę strzelili po błędzie irlandzkiego bramkarza), a w ćwierćfinale ulegli 2:3 przyszłym triumfatorom Brazylijczykom. Podopieczni trenera Carlosa Alberto Parreiry do '63 minuty prowadzili 2:0, ale wówczas Bergkamp uzyskał kontaktowego gola dla Holendrów. Czternaście minut później Cláudio Taffarela pokonał Winter i było 2:2. W 81 minucie Branco z rzutu wolnego z ponad 30 metrów strzelił zwycięską bramkę dla Canarinhos. Był to pierwszy mecz, od przegranego 2:3 spotkania z Włochami w 1982 roku, kiedy piłkarze Brazylii stracili w jednym spotkaniu mistrzostw świata więcej niż jednego gola. Trener Advocaat podkreślał, że jego podopiecznym zabrakło przede wszystkim szczęścia: "Tylko naprawdę wielkie drużyny stać na to, by przegrywając z Brazylią 0:2, doprowadzić do remisu 2:2 i mieć realną szansę na zwycięstwo".
Advocaat, podobnie jak większość innych selekcjonerów na amerykańskim mundialu, wybierał grę trzema obrońcami. W defensywie postawił na Stana Valckxa (31, Sporting CP), który po pierwszej grze zmienił van Gobbela, Ronalda Koemana (31, FC Barcelona) i Franka de Boera (24). Koeman, który w spotkaniu z Marokiem rozgrywał swój 75. mecz w kadrze, przejął od Gullita opaskę kapitana i był jednym z najczęściej krytykowanych piłkarzy ekipy Pomarańczowych. Przeciw Arabii Saudyjskiej po jego błędzie Holendrzy stracili gola, popełniał błędy w spotkaniu z Belgią, zawinił także - wraz z Valckxem i Janem Woutersem - przy bramkach w meczu z Brazylią.
Po rezygnacji Hansa van Breukelena przez kilka miesięcy faworytem Advocaata w bramce był Stanley Menzo (31). Golkiper Ajaksu Amsterdam łączył w sobie pewność siebie i efektowność ze skłonnością do popełniania prostych kiksów. W spotkaniu eliminacyjnym z Polską jego dwa błędy kosztowały Holendrów stratę dwu punktów. Po tym meczu bluzę z numerem jeden przejął Ed de Goey (28, Feyenoord), który był trzecim bramkarzem w czasie Euro 1992. Na mundialu w pięciu spotkaniach przepuścił sześć goli, w tym jeden z trzydziestu metrów (strzał Branco). W połowie 1995 roku w reprezentacji zadebiutował 25-letni Edwin van der Sar, któremu przez kolejnych trzynaście lat nikt nie potrafił odebrać pozycji pierwszego bramkarza. De Goey do 2000 roku był jego zmiennikiem.
Holendrzy, którzy w trzech przedmundialowych sparingach, strzelili łącznie trzynaście goli, na turnieju w pięciu spotkaniach trafiali do bramki rywala siedmiokrotnie. Najskuteczniejszym graczem był Dennis Bergkamp (25), zdobył trzy bramki (z Marokiem, Irlandią i Brazylią) i zapisał jedną asystę. Pozostali napastnicy byli mniej efektywni: Bryan Roy (24) strzelił jednego gola, a Peter van Vossen (26) żadnego. Nie spełniły się także prognozy wobec Gastona Taumenta (24), który początkowo uważany był za bardziej utalentowanego od młodszego Marca Overmarsa i nazywany "nowym Gullitem"; na Mundialu był tylko rezerwowym.
Po mistrzostwach Advocaat został poddany krytyce. Oskarżano go o niesamodzielność, uleganie wpływom Michelsa i starszych piłkarzy (np. Franka Rijkaarda) oraz doprowadzenie do konfliktu z Ruudem Gullitem. Mimo niesatysfakcjonującego wyniku, nie otrzymał jednak dymisji. Rozpoczął przygotowania do eliminacji do Euro 1996. Pod jego kierunkiem reprezentacja dwukrotnie wysoko ograła Luksemburg (4:0 i 5:0), ale także zaliczyła dwa remisy z Norwegią (1:1) i Czechami (0:0). Pod koniec roku 1994 zwolniło się jednak stanowisko trenera PSV Eindhoven. Advocaat podziękował za współpracę KNVB i odszedł do klubu z Eindhoven. Jego następcą w kadrze kilka dni później został niepracujący nigdzie od ponad roku Guus Hiddink, w latach 1985–1990 szkoleniowiec właśnie PSV, z którym w 1988 wywalczył jedyny w historii klubu Puchar Mistrzów.

### 1996 rok – ćwierćfinał mistrzostw Europy
Guus Hiddink rozpoczął swoją kadencję od dwu porażek w spotkaniach towarzyskich - z Francją (0:1) i Portugalią (0:1). Niedługo potem Holendrzy przegrali także dwa mecze w eliminacjach do Euro 1996, najpierw z Czechami (1:3), a miesiąc później - niespodziewanie - ze znacznie niżej notowaną Białorusią (0:1). Dopiero dzięki zwycięstwu na finiszu kwalifikacji z Norwegią zdołali z drugiego miejsca w grupie awansować do barażów, w których okazali się lepsi od Irlandczyków. Rok 1995 podopieczni Hiddinka zakończyli z bilansem pięciu wygranych (w tym dwa razy z Maltą) i czterech porażek. Selekcjoner słabszą dyspozycję drużyny tłumaczył jej radykalną przebudową.

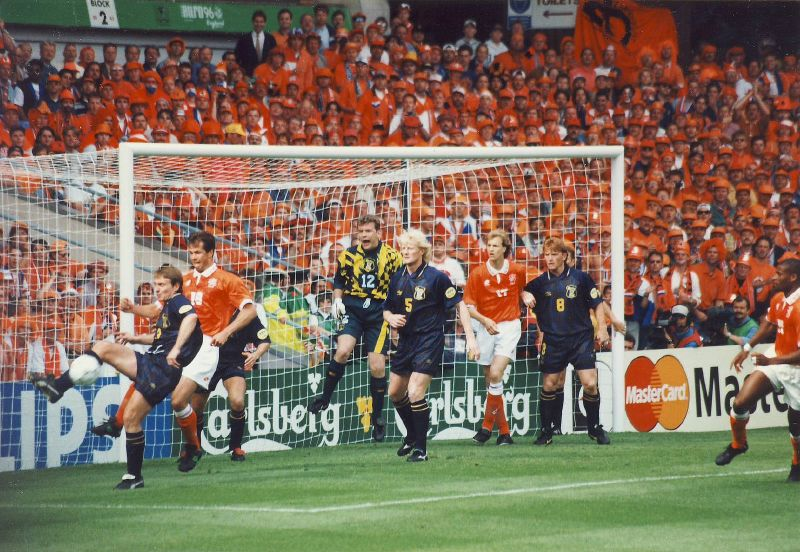
Fragment meczu Holandia-Szkocja

Hiddink włączył do kadry młodych zawodników, głównie z Ajaksu Amsterdam. Najbardziej utytułowany klub Holandii utrzymał wysoką formę z sezonu 1994–1995 i w następnych rozgrywkach również awansował do finału Ligi Mistrzów, w którym tym razem uległ po rzutach karnych Juventusowi Turyn. Wśród zawodników zespołu prowadzonego przez Louisa van Gaala, którzy otrzymali powołania na Euro 1996, znaleźli się: bramkarz Edwin van der Sar (26 lat), obrońcy Michael Reiziger (23), Frank de Boer (26), Danny Blind (35) i Winston Bogarde (26), pomocnicy Ronald de Boer (26), Peter Hoekstra (23) i Edgar Davids (23) oraz napastnik Patrick Kluivert (20). W podstawowej jedenastce pewne miejsce mieli prawie wszyscy; Kluivert wprawdzie grał w każdym meczu, ale zwykle wchodził na boisko dopiero w końcówce, a Frank de Boer ostatecznie w ogóle nie pojechał na mistrzostwa, gdyż kilka dni przed ich rozpoczęciem doznał poważnej kontuzji kostki. Oprócz niego Hiddink musiał zrezygnować z kurującego się od przeszło pół roku Marka Overmarsa (również z Ajaksu). Z innych powodów przy ustalaniu "22" pominął Wima Jonka (słaba forma), króla strzelców ligi szkockiej Pierre'a van Hooijdonka oraz Ruuda Gullita, który mimo iż powrócił do wysokiej dyspozycji w Chelsea F.C., z kadry zrezygnował już w 1994 roku.
Przygotowania do turnieju podopieczni Hiddinka rozpoczęli od porażki 0:1 z Niemcami w kwietniu 1996 roku. W tym spotkaniu po raz pierwszy w drużynie narodowej zagrali Peter Hoekstra oraz Jordi Cruijff (22), syn słynnego Johana oraz jego podopieczny z Barcelony. Do czasu rozpoczęcia turnieju Pomarańczowi rozegrali jeszcze dwa mecze: z Chinami (2:0) i Irlandią (3:1). Rozgrywki grupowe zainaugurowali bezbramkowym remisem ze Szkocją. W komentarzach podkreślano, że przewagę w ciągu całego spotkania mieli Holendrzy, ale ich ataki były chaotyczne, a jeśli już dochodzili do sytuacji strzeleckich, to skutecznie interweniował szkocki bramkarz Andy Goram, który został uznany za bohatera meczu. W drugim spotkaniu Hiddink posadził na ławce obrońcę Johana de Kocka (zastępował pauzującego za kartki Blinda) oraz lewego skrzydłowego Gastona Taumenta i Edgara Davidsa. Ten ostatni obraził się na trenera i kilka dni później opuścił Anglię. Ponadto w meczu z debiutującą na mistrzostwach Europy Szwajcarią już w '26 minucie z boiska został wycofany porywczy Seedorf i grupa czarnoskórych piłkarzy wykorzystała te dwa fakty, aby zbuntować się przeciw Hiddinkowi i oskarżyć go o rasizm. Seedorf wprawdzie nie wyjechał ze zgrupowania, ale już do końca turnieju ustawicznie kłócił się z selekcjonerem i podburzał przeciw niemu innych piłkarzy. Holendrzy ostatecznie wygrali ze Szwajcarami 2:0, chociaż na pierwszego gola musieli czekać aż do '66 minuty. Spory wewnątrz zespołu i kaprysy poszczególnych zawodników sprawiły, że ostatni mecz, z gospodarzami turnieju Anglikami, zakończył się wysoką porażką 1:4, najwyższą od 1975 roku. Mimo iż podopieczni Terry'ego Venablesa stworzyli tylko pięć sytuacji strzeleckich, to zdobyli aż cztery gole. Ich rywale pozostali w turnieju tylko dzięki bramce Kluiverta na 1:4 strzelonej w '78 minucie. Przed spotkaniem ćwierćfinałowym z Francją Hiddink dokonał kilku korekt taktycznych i personalnych. Holendrzy według wielu komentatorów zagrali znacznie lepiej niż w poprzednich meczach. Jednak, mimo iż w końcówce mogli zdobyć dwa gole (w '84 minucie Phillip Cocu strzelił w słupek, a cztery minuty później Seedorf przegrał pojedynek sam na sam z Bernandem Lamą), spotkanie zakończyło się bezbramkowych remisem, podobnie jak i dogrywka. W rzutach karnych lepsi okazali się Trójkolorowi, a jedynym w zespole holenderskim, który źle wykonał jedenastkę był Seedorf (jego strzał obronił Lama).
| "Trener Guus Hiddink powinien wyjąć głowę z dup niektórych piłkarzy."—Słowa Edgara Davidsa, po których został wyrzucony z kadry. |

Po mistrzostwach zarzucano Hiddinkowi, że nie potrafił stworzyć odpowiedniej atmosfery w drużynie; szczególnie silnie podnoszono kwestię podziałów związanych z kolorem skóry zawodników. Edgar Davids niezadowolony z roli rezerwowego oskarżył trenera o uprzedzenia rasowe, niedocenianie czarnoskórych i uległość wobec "białych" graczy. Słowa Davidsa spotkały się z natychmiastową reakcją Hiddinka: piłkarz został wyrzucony z kadry, jeszcze w czasie trwania mistrzostw. Powrócił do niej dopiero wiosną 1998 roku.
Do innych błędów selekcjonera zaliczano pomijanie w pierwszym składzie 20-letniego Patricka Kluiverta (od pierwszej minuty zagrał dopiero w ostatnim meczu, z Francją) i stawianie na Dennisa Bergkampa, który był bez formy. Pomyłką miało być również kreowanie Ronalda de Boera na lidera drużyny oraz przesadna ufność w umiejętności Edwina van der Sara, który w spotkaniu z Anglikami przepuścił cztery gole.
Guus Hiddink, chociaż w dużej mierze oparł kadrę na zawodnikach Ajaksu, hołdował nieco innej myśli taktycznej niż Louis van Gaal. Trener mistrzów Holandii preferował ustawienie 4-2-2-1-1 (czterech obrońców, dwu pomocników defensywnych, dwu skrzydłowych, pomocnik ofensywny i napastnik). Hiddink zaś zdecydował się na grę trzema obrońcami (być może miała na to wpływ niespodziewana kontuzja Franka de Boera), w tym jednym stoperem, którym był najstarszy w drużynie Blind, wieloletni zmiennik Ronalda Koemana. Przed linią obrony - tak jak w Ajaksie - grało dwu pomocników defensywnych (Davids zastąpiony w drugim meczu przez Arona Wintera i Clarence Seedorf), a także rozgrywający (Ronald de Boer). Za kontrataki odpowiedzialni byli dwaj skrzydłowi (wymieniający się pozycjami Richard Witschge i Hoekstra lub - w pierwszym spotkaniu - Gaston Taument), a za wykańczanie akcji pomocnik ofensywny (Dennis Bergkamp) i napastnik (Jordi Cruijff). Takie ustawienie nie przyniosło jednak wielu korzyści (zostało zastosowane we wszystkich meczach grupowych, z których Pomarańczowi wygrali tylko jeden). Hiddink z pewnością wyciągnął wnioski szczególnie z porażki 1:4 z Anglią i w ćwierćfinale po raz pierwszy wystawił czwartego obrońcę (Johana de Kocka) oraz drugiego napastnika (Kluiverta). Mimo tych roszad taktycznych, Holendrzy przegrali i odpadli z turnieju.

### 1998 rok – IV miejsce na mistrzostwach świata
| 12.06.1998 | Belgia     | R | 0–0         | Saint-Denis   | -                                                                              |
| 20.06.1998 | Korea Płd  | Z | 5–0         | Marsylia      | Phillip Cocu Marc Overmars Dennis Bergkamp Pierre van Hooijdonk Ronald de Boer |
| 25.06.1998 | Meksyk     | R | 2–2         | Saint-Étienne | Phillip Cocu Ronald de Boer                                                    |
| 29.06.1998 | Jugosławia | Z | 2–1         | Tuluza        | Dennis Bergkamp Edgar Davids                                                   |
| 04.07.1998 | Argentyna  | Z | 2–1         | Marsylia      | Patrick Kluivert Dennis Bergkamp                                               |
| 07.07.1998 | Brazylia   | P | 1–1, k. 2-4 | Marsylia      | Patrick Kluivert                                                               |
| 11.07.1998 | Chorwacja  | P | 1–2         | Paryż         | Boudewijn Zenden                                                               |

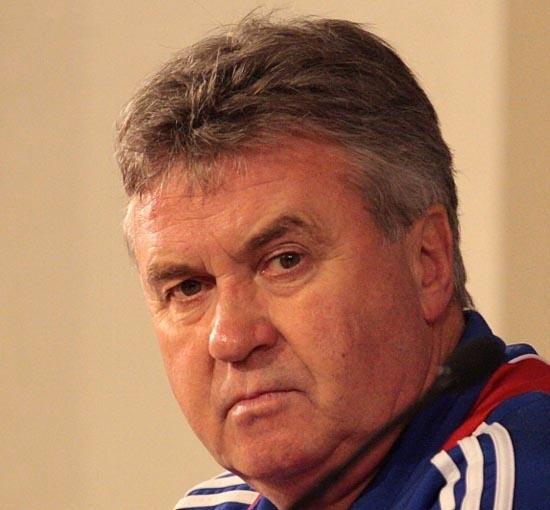
Holendrzy pod wodzą Guusa Hiddinka uzyskali na MŚ 1998 najlepszy wynik od roku 1978.

Po mistrzostwach Europy posada Guusa Hiddinka była poważnie zagrożona. Ostatecznie w połowie sierpnia 1996 roku szkoleniowiec przedłużył kontrakt i rozpoczął przygotowania do eliminacji do Mundialu 1998. Holendrzy zajęli w nich pierwsze miejsce, mimo iż zanotowali porażkę i remis z trzecią w tabeli Turcją.
Tuż przed mistrzostwami Pomarańczowi w ostatnich spotkaniach sparingowych wygrali po 5:1 z innymi finalistami Paragwajem i Nigerią, dlatego bezbramkowy remis w inauguracyjnym meczu turnieju z Belgią był zaskoczeniem, tym bardziej, że z podopiecznymi Georges'a Leekensa Holendrzy grali w kwalifikacjach i wówczas dwukrotnie pokonali ich 3:0 i 3:1. W tym spotkaniu czerwoną kartkę otrzymał Patrick Kluivert, który za uderzenie Lorenza Staelensa został zdyskwalifikowany na trzy mecze. O wysokiej formie Holendrzy przypomnieli sobie już w kolejnym meczu z Koreą Południową; strzelili Azjatom pięć goli i nie stracili żadnego. Na zakończenie rozgrywek grupowych zdobyli jeden punkt (2:2) z Meksykiem, chociaż długo prowadzili 2:0. Wyrównującego gola na 2:2 w `94 minucie zdobył Luis Hernández. Mimo iż Holendrzy zgromadzili zaledwie pięć (z dziewięciu) punktów, dziennikarze podkreślali, że we wszystkich spotkaniach grali "ofensywnie i z rozmachem".
Pierwszą rundę zakończyli na pierwszym miejscu i dzięki temu w drugiej nie spotkali się z Niemcami, ale z niżej notowaną Jugosławią. Spotkanie zakończyło się - jak podkreślano w prasowych komentarzach - szczęśliwą wygraną Holendrów (2:1): w '40 minucie rzutu karnego nie wykorzystał Predrag Mijatović, a zwycięski gol Edgara Davidsa padł w '90 minucie. W kolejnych meczach – ćwierćfinałowym z Argentyną (2:1) i półfinałowym z Brazylią (1:1, karne 2:4) – Pomarańczowi decydujące (w pierwszym przypadku o zwycięstwie, w drugim o remisie) bramki strzelali także w ostatnich kilkudziesięciu sekundach spotkania. Na drodze do finału stanęli im podopieczni Mário Zagallo, którzy okazali się skuteczniejszymi egzekutorami rzutów karnych. W ekipie holenderskiej do bramki Cláudia Taffarela nie trafili Phillip Cocu i Ronald de Boer. W meczu o trzecie miejsce z Chorwacją Hiddink zmienił ustawienie zespołu (pierwszy i ostatni raz na tym turnieju Holendrzy zagrali systemem 3-5-2), jednak jego drużyna przegrała 1:2.
Hiddink w trzech meczach (pierwszym w grupie z Belgią, ćwierćfinałowym z Argentyną i półfinałowym z Brazylią) wybierał ustawienie 4-2-1-1-2, czyli: czwórka obrońców, dwóch defensywnych pomocników, jeden ofensywny, jeden skrzydłowy i dwóch środkowych napastników. Jednak w drugim spotkaniu grupowym nie wyszli pauzujący po czerwonej kartce Patrick Kluivert (22, AC Milan) ani Jimmy Floyd Hasselbaink (26, Leeds United) – środkowi ataku z poprzedniego meczu, i w roli osamotnionego atakującego pojawił się walczący z drobną kontuzją Dennis Bergkamp (29, Arsenal F.C.), a w miejsce drugiego napastnika znalazł się w składzie dodatkowy piłkarz w drugiej linii. Tak zostało do czwartego (z Jugosławią) meczu włącznie.
Tercet pomocników tworzyli: rozgrywający Wim Jonk (32, PSV Eindhoven), którego Hiddink dwukrotnie zmieniał na Clarence'a Seedorfa (22, Real Madryt), i Phillip Cocu (28, PSV) oraz ofensywny Edgar Davids (25, Juventus Turyn); ten ostatni, wyrzucony przez Hiddinka podczas Euro 1996, powrócił do kadry po prawie dwu latach nieobecności wiosną 1998 roku. Zresztą Cocu był w czasie mistrzostw wykorzystywany na wielu innych pozycjach, dwukrotnie (mecze z Koreą i Jugosławią) pełnił funkcję cofniętego napastnika, a przeciw Brazylii zagrał na lewej obronie, zastępując odsuniętego po czerwonej kartce Arthura Numana. Wówczas jego miejsce na środku pomocy zajmował najczęściej Ronald de Boer (28, AFC Ajax), który był także alternatywą dla lewego skrzydłowego Marca Overmarsa (25, Arsenal), zmagającego się w czasie turnieju z dolegliwościami zdrowotnymi. Wobec dominacji Overmarsa występujący na tej samej pozycji Boudewijn Zenden (22, PSV) był jedynie rezerwowym. Jeśli Holendrzy grali jednym środkowym napastnikiem to był nim Bergkamp, jeśli dwoma – dołączał do niego Kluivert. Dodatkowo zagrożenie w szeregach obrony przeciwnika wprowadzali ofensywnie usposobieni Overmars i Cocu, którzy nieraz, szczególnie w systemie z jednym klasycznym atakującym, zajmowali pozycję drugiego napastnika.
Hiddink preferował grę czwórką obrońców – z lewej Arthur Numan (29, PSV), z prawej Michael Reiziger (25, FC Barcelona), który po dwóch pierwszych spotkaniach zastąpił bardziej doświadczonego Arona Wintera (31, Inter Mediolan), oraz środkowi – Jaap Stam (26, PSV) i Frank de Boer (28, Ajax). Szczególnie duże problemy miał z obsadą obu flanek. Przed meczem półfinałowym z Brazylią nie mógł skorzystać z usług Numana (czerwona kartka) i Winstona Bogarde'a (złamał nogę), dlatego na lewą stronę wycofany został pomocnik Cocu. Z kolei przed spotkaniem z Chorwacją kontuzje dotknęły zawodników z prawej strony defensywy: Reizigera, Wintera oraz Ronalda de Boera. Cały kwartet - zdaniem dziennikarzy - grał bardzo ofensywnie, daleko od holenderskiej bramki, w której Edwin van der Sar (28), podobnie jak dwadzieścia dwa lata wcześniej Jan Jongbloed, pełnił funkcję ostatniego stopera. Golkiper Ajaksu Amsterdam był w czasie turnieju krytykowany za kilka puszczonych goli, np. dwukrotnie przepuścił piłkę między nogami (strzały Claudio Lópeza i Ronaldo). Dziennikarze przypominali, że na ławce rezerwowych siedzą Ed de Goey (32, Chelsea F.C.) i Ruud Hesp (33, FC Barcelona), obaj zaliczający się wówczas do europejskiej czołówki.
Według niektórych obserwatorów Holendrzy na Mundialu 1998 byli najefektowniej grającą drużyną, a mecz półfinałowy z Brazylią należał do najlepszych w całym turnieju. W komentarzach po turnieju podkreślano, że po raz pierwszy od lat zawodnicy w czasie mistrzostw nie pokłócili się, a czwarte miejsce zdobyte we Francji powinno być dopiero początkiem pasma sukcesów. Wśród słabszych stron reprezentacji wskazywano popełniającą zbyt dużo błędów obronę, brak klasycznego rozgrywającego oraz nieskuteczność Kluiverta. Jednocześnie przypominano, że jego kolega z linii ofensywnej, Bergkamp, w spotkaniu ćwierćfinałowym zdobył swoją 36 bramkę w kadrze, dzięki czemu objął prowadzenie w tabeli wszech czasów zespołu holenderskiego.
Po mistrzostwach Hiddink został szkoleniowcem Realu Madryt, a w 2002 roku powtórzył na mistrzostwach świata wynik Holendrów z reprezentacją Korei Południowej. Także dzięki efektywnej pracy w PSV Eindhoven i z reprezentacją Australii, którą w 2006 roku wprowadził do światowego czempionatu po trzydziestodwuletniej przerwie, wyrobił sobie markę jednego z najlepszych trenerów piłkarskich na świecie. W 1998 roku w jego sztabie znajdowali się Ronald Koeman, Johan Neeskens i dokooptowany w ostatniej chwili Frank Rijkaard. Każdy z nich po mundialu rozpoczął samodzielną działalność szkoleniową; Koeman prowadził Ajax, Benfikę Lizbona i PSV, Neeskens m.in. NEC Nijmegen, a Frank Rijkaard był trenerem Barcelony, z którą w 2006 roku zdobył Puchar Mistrzów. Zanim jednak do tego doszło, przez dwa lata pełnił obowiązki selekcjonera Pomarańczowych, bowiem to właśnie on został następcą Hiddinka na stanowisku trenera kadry. Jego głównymi kontrkandydatami byli: były menedżer Celtiku Glasgow Wim Jansen oraz Louis van Gaal, trener FC Barcelony. Pierwszy odmówił objęcia funkcji selekcjonera, a drugi nie mógł anulować kontraktu z klubem.

### 2000 rok – III-IV miejsce w mistrzostwach Europy
| 11.06.2000 | Czechy     | Z | 1–0         | Amsterdam | Frank de Boer                                            |
| 16.06.2000 | Dania      | Z | 3–0         | Rotterdam | Patrick Kluivert Ronald de Boer Boudewijn Zenden         |
| 21.06.2000 | Francja    | Z | 3–2         | Amsterdam | Patrick Kluivert Frank de Boer Boudewijn Zenden          |
| 25.06.2000 | Jugosławia | Z | 6–1         | Rotterdam | Patrick Kluivert x3 Dejan Govedarica s. Marc Overmars x2 |
| 29.06.2000 | Włochy     | P | 0–0, k. 1-3 | Amsterdam | -                                                        |

Holendrzy byli współgospodarzami Euro 2000, więc ominęła ich konieczność brania udziału w eliminacjach. Nowy selekcjoner 37-letni Frank Rijkaard, który mimo iż nie miał żadnego doświadczenia w pracy szkoleniowej, szybko został zaakceptowany przez media i piłkarzy (z niektórymi z nich jeszcze do niedawna występował na boisku), zadbał przede wszystkim o dobrą atmosferę w drużynie. Jednak początkowo praca Rijkaarda przynosiła niewielkie korzyści, jeśli idzie o wyniki. Od października 1998 roku do listopada 1999 roku Holendrzy rozegrali jedenaście meczów towarzyskich, w których ani razu nie wygrali. Zanotowali remisy z Brazylią (dwukrotnie), Argentyną, Portugalią, Niemcami, ale także z niżej notowanymi Ghaną, Danią i Belgią. W tym czasie przegrali tylko dwa spotkania, z Brazylią i Marokiem. Pierwsze zwycięstwo podopieczni Rijkaarda odnieśli dopiero osiemnaście miesięcy od powołania go na funkcję selekcjonera; w lutym 2000 roku w towarzyskiej potyczce z aktualnymi mistrzami Europy Niemcami wygrali 2:1. Trener słabszą dyspozycję swoich graczy w meczach towarzyskich tłumaczył tym, że "do meczów kontrolnych niesłychanie trudno zmobilizować piłkarzy, którzy na co dzień grają w Barcelonie, Juventusie i Interze, Arsenalu, PSV Eindhoven czy Ajaksie".
| "W Holandii jest mnóstwo kwiatów. Jednak gdyby je wszystkie zerwać i podarować sędziemu Collinie, to i tak nie wystarczyłoby ich, aby wyrazić wdzięczność za to, że podyktował na naszą korzyść rzut karny w meczu z Czechami."—Johan Cruyff. |

Rywalami Holendrów w grupie na Euro 2000 byli równie utytułowane drużyny: wicemistrzowie Europy Czechy, aktualni mistrzowie świata Francuzi oraz ćwierćfinaliści ostatniego mundialu Duńczycy. W pierwszym meczu grupowym z Czechami Holandia wprawdzie wygrała 1:0, ale gol padł w '88 minucie po dyskusyjnym rzucie karnym, podyktowanym przez włoskiego arbitra Pierluigiego Collinę. W kolejnym spotkaniu, mimo dobrej gry rywali w pierwszej połowie i wysokiej dyspozycji bramkarza Petera Schmeichela, Pomarańczowi ograli 3:0 Danię. W walce o pierwsze miejsce w grupie okazali się lepsi (3:2) od Francuzów, którzy - pewni awansu - zagrali w rezerwowym składzie.
W drugiej rundzie podopieczni Rijkaarda wygrali 6:1 z Jugosławią, a Patrick Kluivert strzelił trzy gole, chociaż początkowo zapisano mu także bramkę samobójczą Dejana Govedaricy; gdyby utrzymano tę decyzję Kluivert stałby się pierwszym w historii mistrzostw Europy graczem, który zdobył cztery gole w jednym meczu. W półfinale współgospodarze turnieju trafili na Włochów i, mimo iż od '34 minuty grali z przewagą jednego zawodnika, to po dziewięćdziesięciu minutach wciąż utrzymywał się bezbramkowy remis. W regulaminowym czasie gry sędzia Markus Merk dwukrotnie dyktował dla Holendrów jedenastki, ale najpierw strzał Franka De Boera obronił Francesco Toldo, a później Patrick Kluivert trafił w słupek. Ostatecznie o tym, kto zagra w finale mistrzostw miał zadecydować konkurs rzutów karnych. Tu po raz kolejny pomylił się de Boer, piłki we włoskiej bramce nie potrafili również umieścić Jaap Stam i Paul Bosvelt. W spotkaniu z Włochami z sześciu karnych, Holendrzy wykorzystali tylko jeden. Skuteczniejsi byli wybrańcy Dino Zoffa, którzy z jedenastu metrów strzelali niemal bezbłędnie i to oni awansowali do wielkiego finału.
Rijkaard ustawienie z finałów mistrzostw świata (4-2-1-1-2) zmienił na 4-2-1-2-1, z czwórką obrońców, dwójką defensywnych pomocników, jednym ofensywnym, dwójką cofniętych skrzydłowych i osamotnionym atakującym. Holendrzy grali, podobnie jak osiem innych drużyn narodowych podczas Euro 2000 (Czechy, Francja, Hiszpania, Norwegia, Portugalia, Słowenia, Turcja i Włochy), z jednym środkowym napastnikiem (Patrick Kluivert), ale tylko dlatego, że Dennis Bergkamp (31, Arsenal F.C.) występował tuż za nim (ofensywny pomocnik), i zamiast za strzelanie bramek, odpowiedzialny był za zagrywanie do niego prostopadłych piłek. Być może Rijkaard wystawiałby dwu środkowych atakujących, gdyby na mistrzostwa pojechał Ruud van Nistelrooy, nieobecny z powodu kontuzji. Kluivert (24, FC Barcelona) zdobył w czasie turnieju pięć goli (w tym trzy w meczu z Jugosławią) i wraz z Jugosłowianinem Savo Miloševićem został królem strzelców.
Inaczej niż w schemacie Hiddinka pojawiło się miejsce dla dwóch skrzydłowych, bowiem Rijkaard wstawił do składu Boudewijna Zendena (24, FC Barcelona) w miejsce Marca Overmarsa (27, Arsenal F.C.), którego przesunął na prawą stronę; obaj zawodnicy często zresztą wymieniali się flankami. Zenden uznany został za jedno z odkryć mistrzostw. Alternatywą zarówno dla Zendena, jak i Overmarsa był Ronald de Boer (30, FC Barcelona).

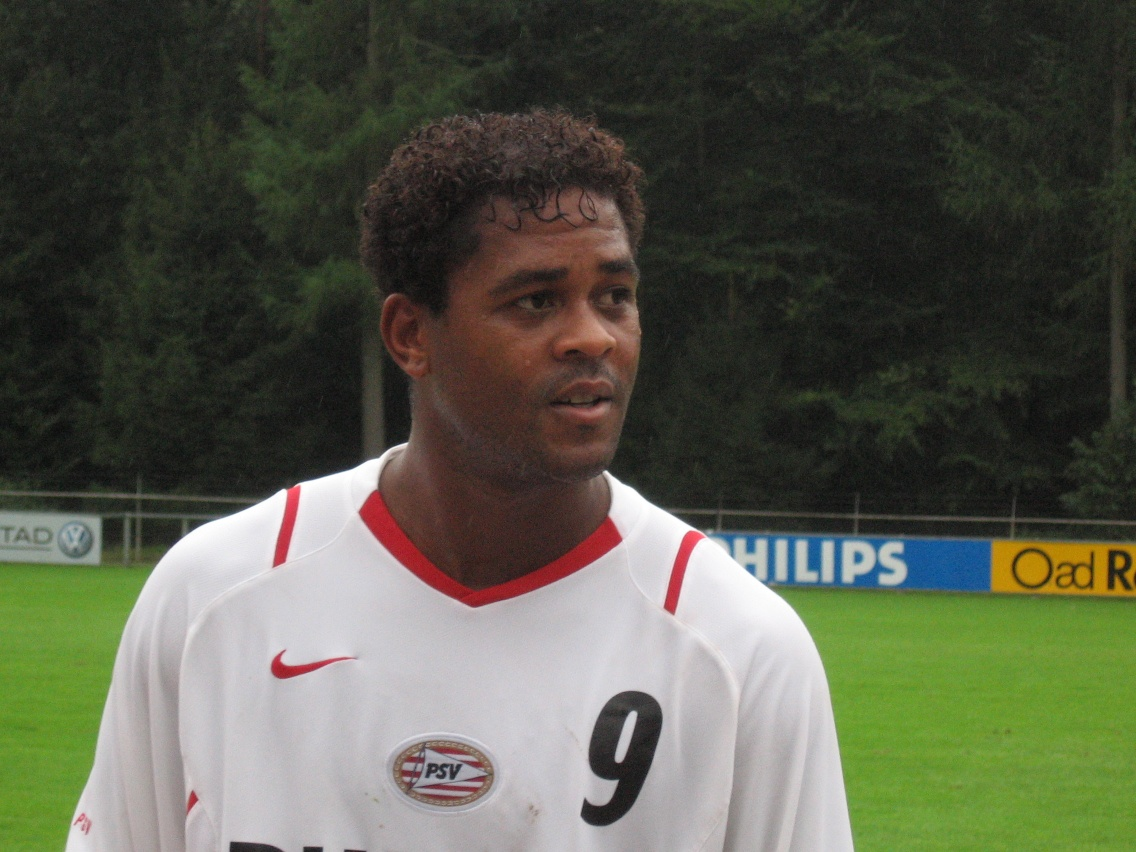
Patrick Kluivert, król strzelców Euro 2000.

Linia defensywna zmieniła się niewiele w porównaniu z ostatnim mundialem. Pozostała para stoperów Frank de Boer (30, FC Barcelona) i Jaap Stam (28, Manchester United), który w meczu z Czechami doznał kontuzji i w kolejnym zastępował go Bert Konterman (29) z Feyenoordu. W pierwszym i drugim spotkaniu na flankach grali Michael Reiziger (27, FC Barcelona) z Giovannim van Bronckhorstem (25, Rangers). W następnych ustąpili miejsca Paulowi Bosveltowi (30, Feyenoord Rotterdam) i Arthurowi Numanowi (31, Rangers). Nowi obrońcy częściej aniżeli poprzednicy włączali się do akcji ofensywnych.
Bramkarz Edwin van der Sar (30, Juventus Turyn) w czasie turnieju zmagał się z drobną kontuzją i trzykrotnie w jego miejsce wchodził Sander Westerveld (26) z Liverpoolu: w ostatniej minucie spotkania z Danią, z Francją (cały mecz) i od '65 minuty (przy stanie 4:0) z Jugosławią. Wszystkie trzy gole, jakie stracili Holendrzy, przepuścił Westerveld.
Kilka godzin po meczu z Italią do dymisji podał się Rijkaard, chociaż za jego pozostaniem na stanowisku selekcjonera opowiedzieli się publicznie piłkarze. Wraz z nim z reprezentacji odeszli Dennis Bergkamp i rezerwowy na mistrzostwach Aron Winter, ostatni czynny zawodnik, który był w kadrze na Euro 1988. 7 lipca 2000 roku na nowego selekcjonera wybrano najbardziej utytułowanego trenera holenderskiego ostatnich lat Louisa van Gaala. To właśnie on w 1995 roku doprowadził AFC Ajax do zwycięstwa w Pucharze Mistrzów. Jego kontrkandydatami do tego stanowiska byli - według prasowych doniesień - Johan Cruijff, Ruud Gullit oraz asystenci Rijkaarda, Johan Neeskens i Ruud Krol.

### 2001 rok – porażka w eliminacjach do mistrzostw świata
| Porażki Holandii w eliminacjach do MŚ | Porażki Holandii w eliminacjach do MŚ | Porażki Holandii w eliminacjach do MŚ | Porażki Holandii w eliminacjach do MŚ     |
| Mundial                               | Ms                                    | Rywale                                | Selekcjoner                               |
| ------------------------------------- | ------------------------------------- | ------------------------------------- | ----------------------------------------- |
| 1958                                  | 2.                                    | Austria                               | George Hardwick Elek Schwartz             |
| 1962                                  | 2.                                    | Węgry                                 | Elek Schwartz                             |
| 1966                                  | 3.                                    | Szwajcaria Irlandia Płn               | Dennis Neville                            |
| 1970                                  | 3.                                    | Bułgaria Polska                       | Georg Keßler                              |
| 1982                                  | 4.                                    | Belgia Francja Irlandia               | Jan Zwartkruis Kees Rijvers               |
| 1986                                  | 2.                                    | Węgry Belgia (baraże)                 | Kees Rijvers Rinus Michels Leo Beenhakker |
| 2002                                  | 3.                                    | Portugalia Irlandia                   | Louis van Gaal                            |

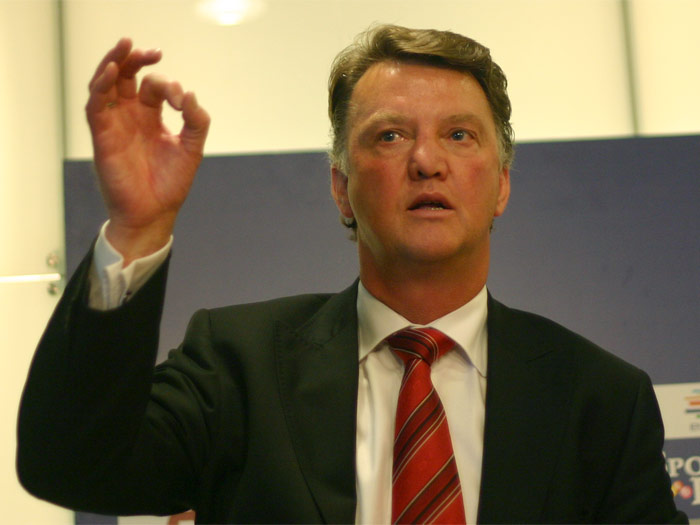
Najbardziej utytułowany trener holenderski, Louis van Gaal, był selekcjonerem tylko przez 17 miesięcy.

Louis van Gaal rozpoczynał swoją kadencję z ponad 50 procentowym poparciem społecznym, a za jego największą zaletę - według holenderskiego ośrodka badań opinii publicznej - uważano przewidywalność i niechęć do przeprowadzania rewolucji w kadrze. Oczekiwania wobec niego były bardzo duże. Zdaniem Arie van Eijdena, dyrektora sportowego federacji, van Gaal nawiąże do tradycji legendarnego Rinusa Michelsa, który doprowadził Holendrów do wicemistrzostwa świata w 1974. Sam szkoleniowiec nie studził tych zapowiedzi, podkreślając, że jego ambicją jest zdobycie złotego medalu. Miał on zresztą zostać selekcjonerem już dwa lata wcześniej, po Mundialu 1998, jednak wówczas na przeszkodzie stanął ważny kontrakt z FC Barceloną.
Jego celem był awans do Mundialu 2002. Rywalami w grupie były zespoły Portugalii (brązowy medalista Euro 2000), Irlandii (nieobecna na wielkim turnieju od 1994 roku) oraz Cypru, Estonii i Andory. Jednak na półmetku eliminacji faworyzowani Holendrzy zajmowali trzecie miejsce z trzema punktami straty do dwójki rywali; zanotowali remis 1:1 z Irlandczykami w Amsterdamie, 4:0 z Cyprem oraz porażkę (0:2) i remis (2:2, chociaż do '84 minuty prowadzili 2:0) z Portugalczykami. Później wygrywali mecze z najsłabszymi w grupie Andorą, Estonią i rewanż z Cyprem, ale w decydującym meczu z Irlandią przegrali 0:1. Dziennikarze pisali po tym spotkaniu o hańbie, klęsce i porównywali je do Waterloo. W efekcie bowiem po raz pierwszy od 1986 roku Holandia nie tylko nie awansowała do turnieju rangi mistrzowskiej, ale nawet nie zdołała zakwalifikować się do gier barażowych.
Obserwatorzy wskazywali kilka przyczyn, dla których drużyna, która grała w półfinałach ostatnich mistrzostw świata i Europy, tym razem odpadła już na etapie kwalifikacji. Podkreślano brak lidera zespołu na miarę Roya Keane'a lub Luísa Figo oraz częste kontuzje kluczowych graczy ofensywnych (Roy Makaay i Ruud van Nistelrooy).
Osobna krytyka spotkała metody szkoleniowe van Gaala. Zarzucano mu promowanie nadmiernie ryzykownego stylu gry, przesadny optymizm (w połowie przegranych eliminacji twierdził, że "Holandia ma najlepszy zespół na świecie"), niezrozumiałe roszady personalne i taktyczne w trakcie meczów (np. przesunięcie na lewe skrzydło obrońcy Wilfreda Boumy w spotkaniu z Portugalią), a także - jak Marco van Basten - sztywne podejście do taktyki, która miała całkowicie wyeliminować element improwizacji z gry zawodników. Trener miał także nie dostrzegać słabszej dyspozycji swoich dawnych podopiecznych z Ajaksu Amsterdam, m.in. bramkarza Edwina van der Sara, który był wówczas rezerwowym w Juventusie Turyn.
Selekcjoner nie potrafił również zapanować nad atmosferą wokół kadry. Piłkarze, którzy mimo dobrej gry w klubach nie otrzymywali powoływań, publicznie mówili, że o tym kto będzie grał w reprezentacji decydują układy i prywatne znajomości z trenerem. Ponadto kilku z graczy pierwszej jedenastki zostało w tym czasie wplątanych w skandale ze środkami dopingującymi; latem 2001 roku z tego powodu zawieszono kapitana zespołu Franka de Boera oraz Edgara Davidsa.
Postawa piłkarzy wywołała komentarze dziennikarzy. Oskarżano ich nie tylko o osłabianie kadry (dyskwalifikacje), ale także o to, że dobro zespołu narodowego nie jest dla nich najważniejsze. W tym momencie przypominano o szeregu konfliktów personalnych, które w drużynie holenderskiej rozpoczęły się jeszcze w połowie lat 90..
| "Kadrowicze potrzebują kogoś luźniejszego, mniej poważnego niż ja. Nie potrafię być inny niż jestem, a piłkarze nie chcą być tacy jak ja."—Louis van Gaal o powodach złożenia dymisji. |

Van Gaal poddany został surowej krytyce prasowej, jednak początkowo nie zamierzał składać dymisji i przypominał, że kontrakt z krajowym związkiem podpisał aż do 2006 roku. Nie można było wręczyć mu dymisji, ponieważ był nie tylko selekcjonerem, ale także dyrektorem technicznym federacji, więc zwolnić musiałby się sam. Jednak po serii nieprzychylnych artykułów i długiej rozmowie z prezesem Mathieu Sprengersem w grudniu 2001 roku (czyli prawie cztery miesiące po meczu z Irlandią) van Gaal ustąpił ze stanowiska. Bilans jego kadencji zamknął się na ośmiu zwycięstwach (m.in. w meczach towarzyskich z Hiszpanią i Anglią), czterech remisach i dwu porażkach.

### 2004 rok – III-IV miejsce w mistrzostwach Europy
| 15.06.2004 | Niemcy     | R | 1–1         | Porto   | Ruud van Nistelrooy               |
| 19.06.2004 | Czechy     | P | 2–3         | Aveiro  | Wilfred Bouma Ruud van Nistelrooy |
| 23.06.2004 | Łotwa      | Z | 3–0         | Braga   | Ruud van Nistelrooy x2 Roy Makaay |
| 26.06.2004 | Szwecja    | Z | 0–0, k. 5-4 | Faro    | -                                 |
| 30.06.2004 | Portugalia | P | 1–2         | Lizbona | Jorge Andrade sam                 |

Pierwszym kandydatem do sukcesji po Louisie van Gaalu był Dick Advocaat, pracujący od prawie czterech lat w Rangers, ale oświadczył, że nie jest zainteresowany powrotem do pracy z kadrą. Szefowie federacji po raz kolejny zwrócili się więc do Johana Cruyffa, który ponownie odrzucił ich ofertę. Mówiło się również o duecie Frank Rijkaard – Marco van Basten. Jednak Rijkaard miał wówczas ważny kontrakt ze Spartą Rotterdam, ponadto niezbyt dobrze kojarzył się kibicom po Euro 2000, a van Basten nie posiadał żadnych uprawnień trenerskich, więc z tego pomysłu również szybko zrezygnowano. Vacat na stanowisku selekcjonera trwał aż do grudnia 2001 roku. Wtedy w lidze szkockiej Rangersi przegrali kolejny mecz i tracili już dziesięć punktów do zmierzającego po tytuł mistrza kraju Celticu; Advocaat złożył dymisję i, kiedy ponownie zwrócono się do niego z propozycją poprowadzenia drużyny narodowej, tym razem nie odmówił.
Advocaat nie wprowadził wielu zmian kadrowych, chociaż z czasem w reprezentacji zadebiutowali młodzi piłkarze urodzeni na początku lat 80., jak Andy van der Meyde, czy Rafael van der Vaart. Szkielet zespołu pozostał jednak niezmieniony - nowy selekcjoner wciąż dużym zaufaniem obdarzał generację zawodników, którzy przed kilkoma laty doprowadzili Ajax Amsterdam do zwycięstwa w Pucharze Mistrzów. Advocaata broniły wyniki – w pierwszym roku jego urzędowania drużyna nie doznała porażki, a w spotkaniach towarzyskich pokonała m.in. wicemistrzów świata Niemców, Hiszpanię, Argentynę i zremisowała z Anglią i Portugalią. Pierwszą porażkę Pomarańczowi zanotowali dopiero we wrześniu 2003 roku w ostatnim meczu eliminacji do Euro 2004 z Czechami 1:3. Przegrana ta kosztowała ich pierwsze miejsce w grupie i oznaczała konieczność gry w barażach, gdzie czekała już na nich prowadzona przez Bertiego Vogtsa Szkocja. Na wyjeździe w Glasgow podopieczni Advocaata ulegli 0:1, ale tydzień później wygrali 6:0 i mogli po czterech latach nieobecności szykować się do udziału w wielkim międzynarodowym turnieju.
W kadrze na mistrzostwa Europy znalazło się siedmiu zawodników, którzy grali w barwach Ajaksu w finale Ligi Mistrzów w 1995 roku (van der Sar, Reiziger, Frank de Boer, Seedorf, Davids, Overmars, Kluivert). Wszyscy, oprócz Kluiverta, byli brani pod uwagę przy ustalaniu pierwszej jedenastki reprezentacji, w której obok nich Advocaat znalazł miejsce dla 20-latków – van der Meyde, Robbena oraz Sneijdera i van der Vaarta (dwaj ostatni byli na Euro rezerwowymi). Tak skonstruowana drużyna w inauguracyjnym meczu mistrzostw spotkała się z Niemcami. Od '30 minuty po strzale z rzutu wolnego Torstena Fringsa Pomarańczowi przegrywali 0:1, ale na dziewięć minut przed końcem spotkania wyrównującą bramkę strzelił Ruud van Nistelrooy. W drugim meczu z Czechami to Holendrzy długo prowadzili (od '20 minuty po golach Boumy i van Nistelrooya) 2:0. Mimo to mecz zakończył się wynikiem 3:2 dla podopiecznych Karela Brücknera, a winnym porażki holenderskie media uznały Advocaata, który przy stanie 2:1 zmienił najlepszego na boisku Robbena na defensywnego pomocnika Paula Bosvelta, nakazując tym samym swoim zawodników cofnięcie się do obrony. Po zwycięstwie 3:0 nad najsłabszą w grupie Łotwą Holendrzy spotkali się w ćwierćfinale ze Szwecją. Spotkanie zakończyło się bezbramkowym remisem, chociaż według pomeczowych statystyk bliżej zwycięstwa byli Szwedzi (Larsson i Ljungberg trafiali w słupek). Pomarańczowi, którzy z trzech ostatnich turniejów odpadali, bo gorzej od rywali wykonywali rzuty karne, tym razem wygrali po konkursie jedenastek 5:4. Drogę do finału zamknęli im gospodarze imprezy Portugalczycy (1:2).

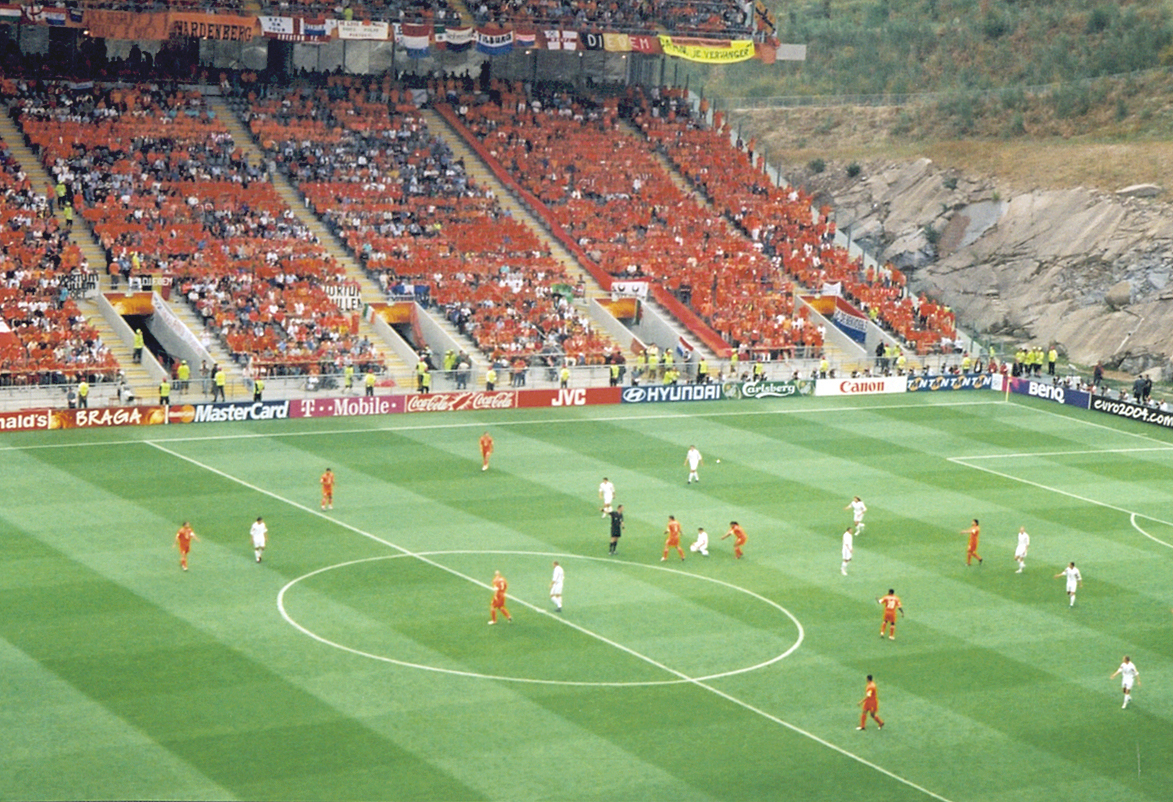
Fragment meczu Holandia-Łotwa

Advocaat, mimo iż zabrał do Portugalii czterech nominalnych napastników, zdecydował się grać ustawieniem 4-5-1, z jednym atakującym, którym był debiutujący na międzynarodowym turnieju Ruud van Nistelrooy (28, Manchester United), oraz dwoma klasycznymi skrzydłowymi, z prawej najczęściej występował Andy van der Meyde (25, Inter Mediolan), w spotkaniu półfinałowym zmieniony przez Marca Overmarsa (31, FC Barcelona), a z lewej Arjen Robben (20, PSV Eindhoven), który dzięki udanym występom na portugalskich boiskach wkrótce po mistrzostwach znalazł zatrudnienie w Chelsea F.C. Koncepcja Advocaata była pochodną popularnego w czasie turnieju "systemu diamentowego", tyle że zamiast dwu defensywnych pomocników holenderski selekcjoner desygnował do gry tylko jednego, kapitana drużyny Phillipa Cocu (34, FC Barcelona). Funkcję rozgrywających pełnili ofensywnie usposobieni Edgar Davids (31, FC Barcelona) i Clarence Seedorf (28, AC Milan).
Po czerwonej kartce w spotkaniu z Czechami dla prawego obrońcy Johnny'ego Heitingi (21, Ajax) w pozostałych meczach na tej pozycji grał Michael Reiziger (31, FC Barcelona). Po drugiej stronie występował jego klubowy partner Giovanni van Bronckhorst (29), aktywniejszy od Reizigera w akcjach ofensywnych. Na środku obrony Advocaat wystawiał powracającego po długiej rehabilitacji Jaapa Stama (32, S.S. Lazio) i młodszego o sześć lat Wilfreda Boumę (PSV Eindhoven), który jednak w czasie turnieju doznał kontuzji i w spotkaniach z Łotwą i Szwecją zmienił go 34-letni Frank de Boer (Rangers). W bramce niezastąpiony był Edwin van der Sar (34, Fulham F.C.), uznany za bohatera meczu ze Szwecją, w którym obronił rzut karny. Van der Sar zakładał, że po Euro 2004 pożegna się z drużyną narodową, ale nowy trener reprezentacji przekonał go do zmiany decyzji.
| "Ja z całej drużyny osiągnąłem w piłce najwięcej i będzie tak, jak chcę!."—Clarence Seedorf do trenera Dicka Advocaata. |

Przed mistrzostwami Holendrzy byli uznawani za jednego z głównych faworytów turnieju. Wśród przyczyn ich przedwczesnego odpadnięcia z mistrzostw wskazywano błędy personalne i taktyczne Advocaata, a także jego konflikt z Clarence'em Seedorfem, który publicznie wyrażał niezadowolenie z tego, że trener nie wystawia go na ulubionej pozycji ofensywnego pomocnika.
W kadrze Holandii znalazło się sześciu zawodników FC Barcelony (Reiziger, van Bronckhorst, Cocu, Davids, Kluivert, Overmars). Po mistrzostwach, kiedy nowym szkoleniowcem zespołu z Katalonii został Frank Rijkaard, za współpracę szefowie klubu podziękowali pięciu z nich. Giovanni van Bronckhorst był jedynym, który nie tylko utrzymał swoją pozycję w Barcelonie, ale także jedynym obok Cocu z tej szóstki, z którego usług nie zrezygnował następca Advocaata – Marco van Basten.